# Drepanolejeunea spicata
Drepanolejeunea spicata là một loài Rêu trong họ Lejeuneaceae. Loài này được (Stephani) Grolle & R.L. Zhu mô tả khoa học đầu tiên năm 2000.